# Giunti család
A Giunti (vagy másik névváltozattal: Giunta) család az egyik legjelentősebb európai könyvkereskedő, kiadó és tipográfus család a 15. században és 16. században, valamint a 17. században. A különböző európai városokban – Firenzében, Velencében, Lyonban, Burgosban, Antwerpenben – egymással kooperáló nyomdákat üzemeltettek, s a kor egyik legkiterjedtebb és legjobban működő könyvkereskedelmi hálózatát hozták létre.
A firenzei Giunti családról már a 14. századtól kezdődően maradtak ránk dokumentumok: tagjai a korabeli a szövőipar jeles kézművesei, valamint kereskedők voltak. A könyvkereskedelmet szakmául választó nemzedék első képviselője a firenzei születésű Filippo Giunti (1450–1517) volt.

## A firenzei ág
Filippo tanulmányairól keveset tudunk, s csupán az általa kiadott latin, görög és olasz nyelvű nyomtatványok nagy erudícióval megírt előszavai alapján következtethetünk széles műveltségére és iskolázottságára.
Tipográfiáját 1497-ben alapította; az általa kiadott nyomtatványokat nagy műgonddal, szép kivitelben készítette. Két fia, Bernardo és Benedetto segédletével dolgozott, jobbára latin klasszikusokat, Catullust, Vergiliust, Titus Liviust és olasz kortárs szerzőket adott ki: Petrarcát, Dantét és Boccacciót. Az Aldo Manuzio által használt karakterekhez hasonló kurzív betűkkel nyomtatott, melyek használatára ugyan X. Leó pápa felhatalmazásának jóvoltából, 1513-tól kezdődően Manuzio kizárólagos jogot élvezett, de – miután Filippo a pápai végzést megtámadta – 1516-ban ő is megkapta az áhított pápai privilégiumot. Mai ismereteink szerint több mint 100 nyomtatvány fűződik nevéhez.
Filippo halálakor, fia, Bernardo (1487–1551) vette át a könyvműhely és a kereskedőház irányítását, aki az atya nyomdokain járva főleg görög, latin és kortárs olasz szerzők műveit nyomtatta. A kor legkiválóbb korrektorai és szerkesztői dolgoztak az általa kiadott szövegeken. Nyomtatványainak száma meghaladja a 150-et. Az egyik legfontosabb műve Boccaccio Dekameronjának 1527-es kiadása, amely sokáig a legmegbízhatóbb szövegközlésnek bizonyult. 
1551 után Bernardo fiai, Filippo il Giovane (Ifjabb Filippo) és Jacopo vitték tovább a jól prosperáló üzletet, majd örököseik, köztük Cosimo Giunta, Ifjabb Filippo fia. Ekkortól a Giunti kiadványokon az „apud Juntas”, „Appresso i Giunti” megjelölés olvasható. A nyomda 1625-ig működött. 1604-ben nyomtattak egy katalógust – Catalogus librorum qui in Iunctarum Bibliotheca Philippi Haeredum Florentiae prostant –, amelynek adatai alapján jelentős raktárkészlettel bíró könyvkereskedő-házként vágott neki a cég az új évszázadnak.
A Giunti család firenzei ága köztársaságpártiként a várost irányító Medici família ellenszenvét vívta ki, amelynek egyenes következménye volt, hogy komoly gazdasági hátrányokat kellett elszenvednie. Cosimo de’ Medici például komoly privilégiumokat adott a konkurens firenzei kiadóknak.

## A velencei ág
Filippo Giunti testvére, a szintén firenzei születésű Lucantonio (1457–1538), könyvkereskedőként dolgozott szülőhazájában, majd 1477-ben áttelepült Velencébe, ahol immár kiadóként is működött. Bár eleinte nem volt saját nyomdája, a kor legjelesebb tipográfusait bízta meg könyvei nyomtatásával. 1489-ben azonban felszerelte saját tipográfiáját, ahol firenzei testvérével ellentétben kevés ókori klasszikust nyomott. Üzletpolitikája a liturgikus könyvek: misekönyvek, graduálék, antifonáriumok, breviáriumok kiadását részesítette előnyben. Több magyarországi használatra szánt liturgikus könyvet nyomtatott, köztük esztergomi misekönyveket és breviáriumokat. Aldo Manuzio egyik nagy konkurense, bár nyilvánvalóan más piaci szegmens felé orientálódott. A szerkönyvek mellett orvosi munkákat is kiadott, nevéhez fűződik például Galénosz műveinek 1522-es kiadása. Körülbelül 130 kiadás fűződik nevéhez.
Lucantonio halála után fia, Tommaso (1494–1566) veszi át a kiadó irányítását, és 1553-ig sikeresen vezeti. Ekkor csődbe megy, de hamarosan talpra áll, ám 1557-ben tűz üt ki nyomdájában, ami jelentős visszaesést eredményez üzleti prosperitásában. Egy évtized leforgása alatt azonban ismét sikerül régi fényébe visszaállítani kiadóját. Testvérével, Giovanni Maria Giuntival szerződik, s a megszokott üzletpolitikával dolgozva jelentős eredményeket érnek el. Tommaso végrendelete értelmében halála után a Giovanni Maria fia, Lucantonio, il Giovane (Ifjabb Lucantonio) kezébe kerül az kiadó irányítása. 
A kiadó még a 17. században is aktív, nyomtatványain az „apud Juntas” márkanév szerepel. 1670 körül veszi meg a Giunti cég teljes raktárkészletét a Pezzana testvérpár, akik a 18. század egyik legfontosabb szerkönyvkiadóivá válnak, de kiadványaikon megőrzik a firenzei liliomot, amely a Giunti kiadványok márkajelzése volt.

## A lyoni ág
A Giunti család egyik sarja, Giacomo Giunti, a firenzei Filippo és velencei Lucantonio unokaöccse a 16. század első éveiben érkezik Lyonba, ahol részben saját tőkéjéből, részben Lucantonio segítségével kiadót és könyvkereskedő céget alapít 1520-ban. A város legjelentősebb kiadója lesz, saját nyomdát szerel fel, melyben főleg teológiai, jogi és orvosi könyveket nyomtat.